# Iglesia de Santa Eulalia (Estaon)
La iglesia de Santa Eulalia de Estaon, se encuentra en la comarca catalana del Pallars Sobirá.

## Historia
Consta documentada en 1146 cuando ayudaba al sostenimiento de la iglesia de Sant Martí de Cardós, perteneciente al obispado de Urgel. Fue iglesia parroquial de la villa de Estaon hasta el siglo XVIII, que, por la construcción de un nuevo templo, pasó a ser simplemente una capilla. En los años 1920, se modificó: la nave pasó a ser rectoría y se derribó el ábside románico.

## El edificio
La iglesia románica está datada de finales del siglo XI o principios del XII, era de una sola nave y un ábside semicircular con arco prebisterial. Una parte inferior de los muros sur y oeste están tallados en la roca donde se asienta la iglesia.
Las pinturas murales que la decoraban, fueron trasladadas a diferentes museos.
En el Museo Nacional de Arte de Cataluña, en Barcelona, están las más completas, pertenecientes al ábside, representan el Pantocrátor dentro de una mandorla, rodeado por el tetramorfo, dos arcángeles, un serafín y un querubín.
En el Museo Diocesano de Urgel, se guardan las que decoraban el muro norte, con el tema de La Pasión.
Las pinturas muestran influencias del Maestro de Pedret y ciertas semblanzas con las decoraciones murales de las iglesias de Esterri de Cardós y Sant Pere de Sorpe.